# Saint-Clair (quartier)
Pour les articles homonymes, voir Saint-Clair.
Saint-Clair est un quartier de Caluire-et-Cuire dans la métropole de Lyon. Il tient son nom de la chapelle Saint-Clair construite à Lyon sur les pentes de la Croix-Rousse.

## Histoire
Une chapelle dédiée à Saint Clair s'installe vers la voie qui s'appelle aujourd'hui la rue des Fantasques, dans un endroit proche du rempart de la Croix-Rousse et de la recluserie Saint-Irénée, appelée aussi Saint-Clair du Griffon,. Un chemin la reliait à la porte Saint-Clair. La muraille Saint-Sébastien se terminait sur le quai du Rhône par le bastion Saint-Clair, et le port qui se situait en aval était aussi nommé Saint-Clair.
En 1749, la réalisation d'un quai continu entre le pont Morand et le bastion Saint-Clair est confiée à Jacques-Germain Soufflot, et a pour but de réaménager le quartier en 5 ans : création de la place Saint-Clair (aujourd'hui place Chazette) et de la place Tolozan, de la rue Royale entre les deux, ainsi que de rues transversales (Dauphine, de Berry et de Provence). Les travaux du quai Saint-Clair (aujourd'hui quai André Lassagne) sont retardés par plusieurs procès et se prolongent jusqu'en 1770.
Le marquis d'Herbouville fait démolir le bastion et prolonge ainsi le quai jusqu'au nord de la place de la Boucle (aujourd'hui place Adrien Godien), qui arrive donc à Caluire-et-Cuire.
La chapelle ayant été détruite pendant la Révolution, les habitants demandent en 1807 la construction d'un nouveau lieu de culte. Il prend le nom de Saint-Clair, c'est ainsi que le quartier prit le nom de la paroisse. Mais la chapelle devient vite insuffisante, ainsi on parla d'abord de l'agrandir, finalement elle sera reconstruite sur un terrain acquis en 1874 par le Curé Dubost en bordure du cours d'Herbouville. C'est Louis Sainte-Marie-Perrin, successeur de Pierre Bossan à Notre-Dame de Fourvière, qui est désigné pour en établir les plans : les travaux démarrent en 1887 et se terminent en 1926.
La nef sera la première structure établie, utilisable dès le 20 mai 1877 pour le culte.
La nouvelle église fut reconnue légalement par le Curé Barbier le 3 avril 1890.
Le chœur de l'édifice sera livré en 1911, puis l'église sera finalement achevée en 1926, avec la construction du porche, le clocher et la flèche.
La partie de quai située sur Saint-Clair est particulièrement étroite et la colline tombe à pic dans le Rhône, si bien que des éboulements parfois meurtriers se sont produits, en particulier la catastrophe du 8 mai 1932. Pour pallier ce danger, des pans de colline ont été consolidés et les constructions interdites. On peut voir actuellement en deux endroits au moins une construction en pierre à étages dans les parties considérées comme les plus dangereuses.
Depuis sa restructuration, le périphérique lyonnais se compose de 16 portes de sortie ; elle comprend une portion à péage, entre la Porte de Vaise (ou Porte de Rochecardon en venant de l'Est) et la Porte de Saint-Clair (partie comprenant le Tunnel routier de Caluire).

## Description

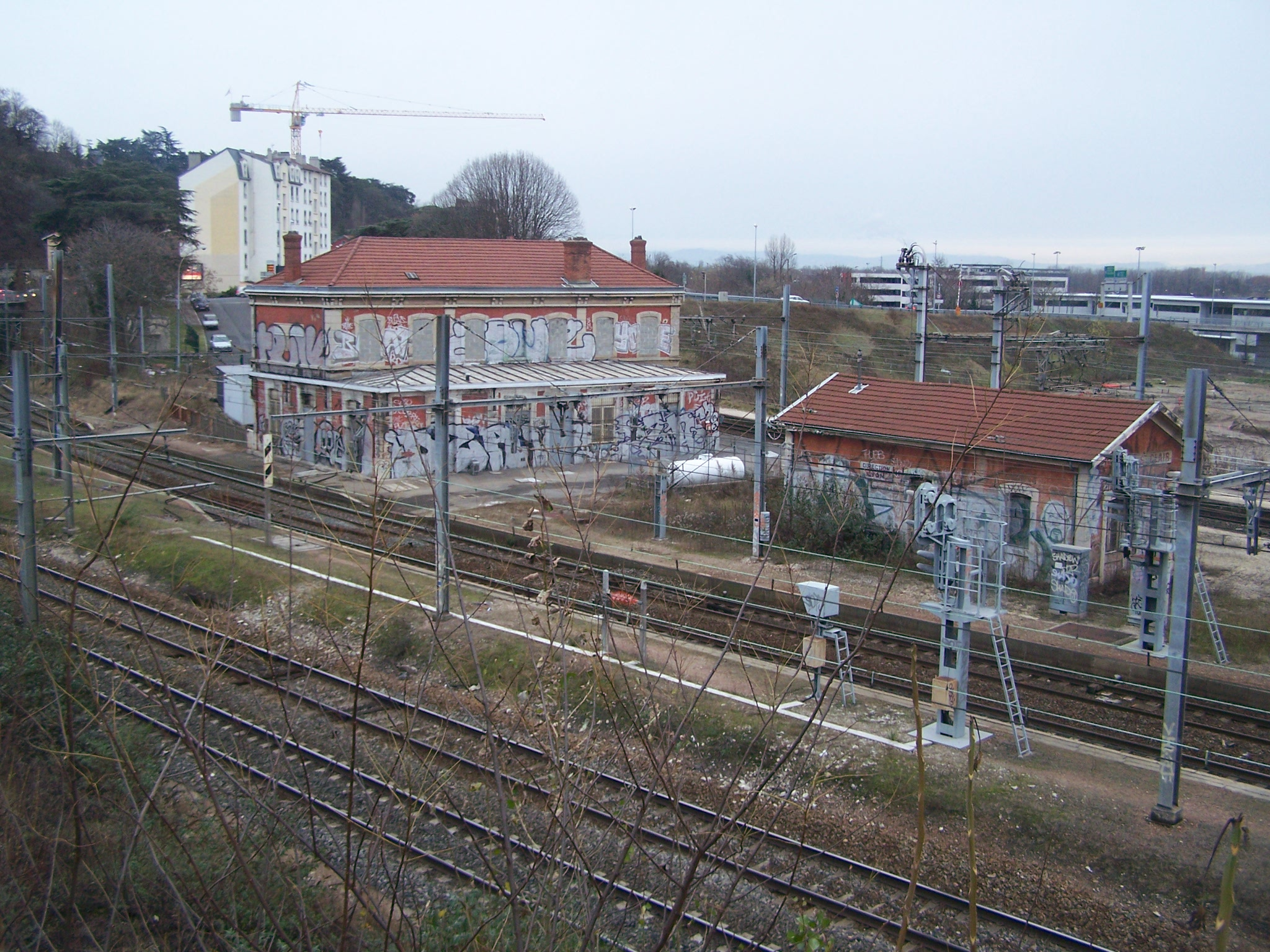
Gare Saint-Clair.

La partie la plus importante du quartier Saint-Clair est située sur la commune de Caluire. Elle comprend :
- l'ancienne gare de Lyon-Saint-Clair ;
- l'église de Saint-Clair et la place Bellevue.

La place Bellevue offre une belle perspective sur les quais et sur le cours Aristide Briand. L'église du XIXe siècle est un bel édifice en pierres de taille qui s'élève sur le cours Aristide Briand à l'angle de la montée de la Sœur-Vially, presque en face de la place Bellevue.
Le parc de Saint-Clair est situé sur la rive droite du Rhône, en face de la Cité internationale située à Lyon dans le 6e arrondissement.
Il couvre une superficie de quelque quatre hectares et se présente sous la forme d’une promenade qui s'étend le long du fleuve, par-dessus le périphérique Nord qui, sur cette partie, a été enterré. Cet aménagement, financé conjointement par la Communauté urbaine de Lyon (ou Grand Lyon) et le Conseil général du Rhône, s'intègre dans la construction du tronçon Nord du périphérique. Sa conception est due à l’architecte-paysager Allain Provost.
Ce nouvel espace de verdure dont la flore change au gré des saisons, a largement modifié l’image de cette partie de l'agglomération lyonnaise située dans la partie nord de la ville de Lyon. Il est prévu la construction d'une passerelle pour relier les deux rives du fleuve, facilitant ainsi l’accès à la Cité internationale qui a été réalisée récemment et, juste derrière par rapport au Rhône, au Parc de la Tête d'Or. C'est ainsi un ensemble cohérent qui verra le jour, avec les zones aménagées, des zones sauvages, des parties dédiées aux piétons, aux vélos et au sport.
Le consulat monégasque de Lyon se trouvait dans le quartier Saint-Clair côté Caluire, au 12, cours Aristide Briand.
Les stations Vélo'v 11002 et 11005 sont installées respectivement sur le cours Aristide Briand et le chemin Wette-Fays à Caluire-et-Cuire.
Depuis le 17 mars 2014, et l'inauguration de la passerelle de la Paix, les Lyonnais peuvent se déplacer plus facilement d’une rive à l’autre et apprécier les vues exceptionnelles que l’édifice offre sur le fleuve et la ville.

### Ponts Saint-Clair
Le pont Saint-Clair enjambant le Rhône fut inauguré le 21 juillet 1846. Payant, situé 150 mètres en amont de l’actuel pont de Lattre-de-Tassigny, il reliait la montée Bonafous à l'ancienne île du Consulat. Modèle d'élégance, conçu par l'ingénieur Garella pour la Compagnie des Ponts du Rhône (Morand et Cie) sur demande du conseil municipal, ce pont suspendu à 8 colonnes égyptiennes dont 4 posées sur ses 2 piles, fut baptisé pont Louis Philippe, puis renommé dès février 1848 pont Saint-Clair. La vie du pont Saint-Clair fut courte. Le 29 juin 1854, en période de hautes eaux, l'énorme moulin à nef Barbaret, à la dérive se fracasse sur l'édifice. Le pont tangue un instant puis s'effondre. La masse énorme des débris s'accumulèrent contre le Pont Morand qui résista.
La Compagnie des Ponts du Rhône inaugure le 30 mars 1856 un deuxième pont Saint-Clair, situé au même emplacement, à péage jusqu’en 1860, suspendu lui aussi, mais sur 5 piles et 6 travées. Reaptisé pont Vaïsse en 1932, il fut démoli en 1956 après l'ouverture du pont de Lattre-de-Tassigny, desservant le nouveau tunnel de la Croix-Rousse, tout proche. Le pont Saint-Clair se révéla assez fragile : dès 1871, par exemple, différents arrêtés municipaux limitaient les charges sur le pont à 3 tonnes.
Sous le Second Empire en 1860, on décida de racheter les péages des ponts du Rhône par un décret impérial du 6 octobre. Ce texte concernait les ponts suivants : Saint-Clair, Morand, Lafayette, Hôtel-Dieu et la passerelle du Collège.
Le 2 septembre 1944, l'armée allemande dynamita tous les ponts de Lyon pour protéger sa retraite. Seule une travée du pont Saint-Clair s'affaissa dans le Rhône. Dès le 6 septembre, une passerelle provisoire est mise en place. Le 26 novembre le pont Vaïsse est réparé grâce à des câbles qui reliaient Condrieu aux Roches-de-Condrieu et rouvert à la circulation.

### Passerelle de la paix
La nouvelle passerelle est constituée d’un cheminement haut (piéton et cyclable) et d’un cheminement bas (uniquement piéton) s’appuyant sur l’arc de la structure. Au milieu de l’ouvrage, les deux cheminements se rejoignent pour former le belvédère aménagé avec des bancs et permettre aux promeneurs d’y faire une pause. Le sol de la passerelle est constitué de lames de chêne comportant des rainures antidérapantes.

### Estimation de la population caluirarde de Saint-Clair
Le découpage de Saint-Clair par la municipalité de Caluire-et-Cuire correspond à la zone Z801 dans le découpage de l'INSEE. En 1999, cette zone appartenant au « quartier INSEE » de Saint-Clair, était peuplée par 2 519 habitants.
La population de ce quartier atteint 2 900 en 2011.

## Galerie photos

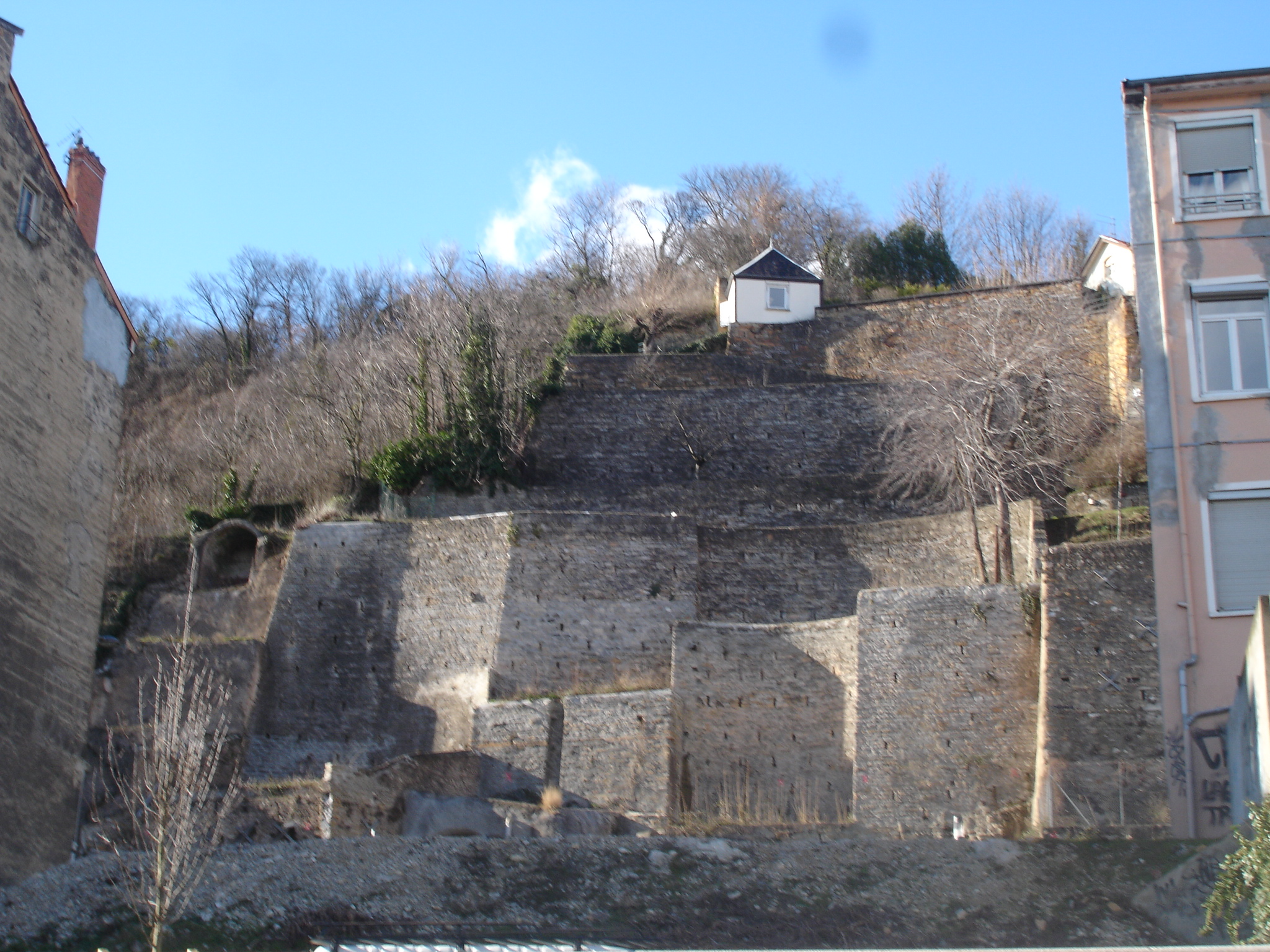
Contreforts du quai.
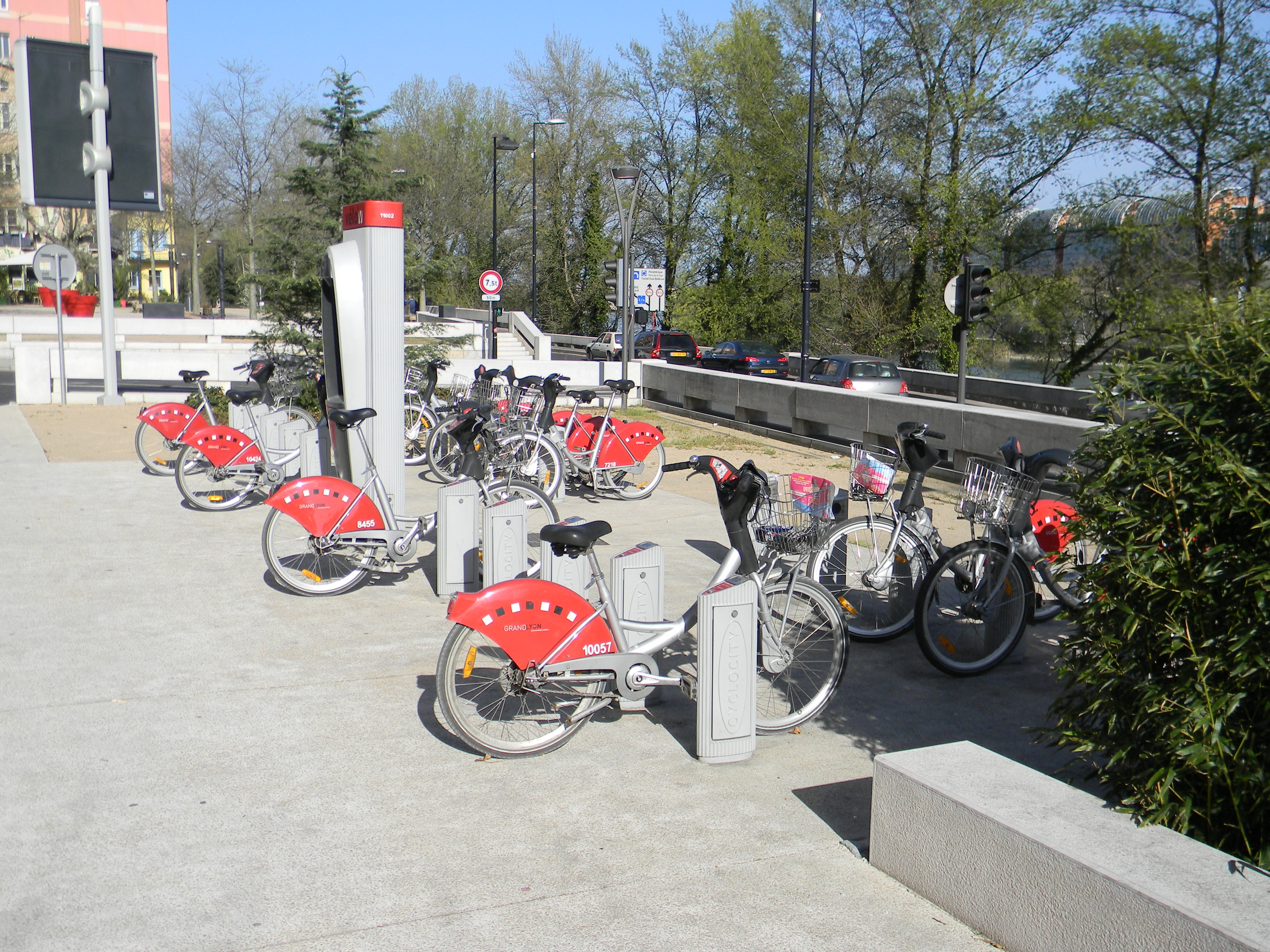
La station « Vélo'v ».
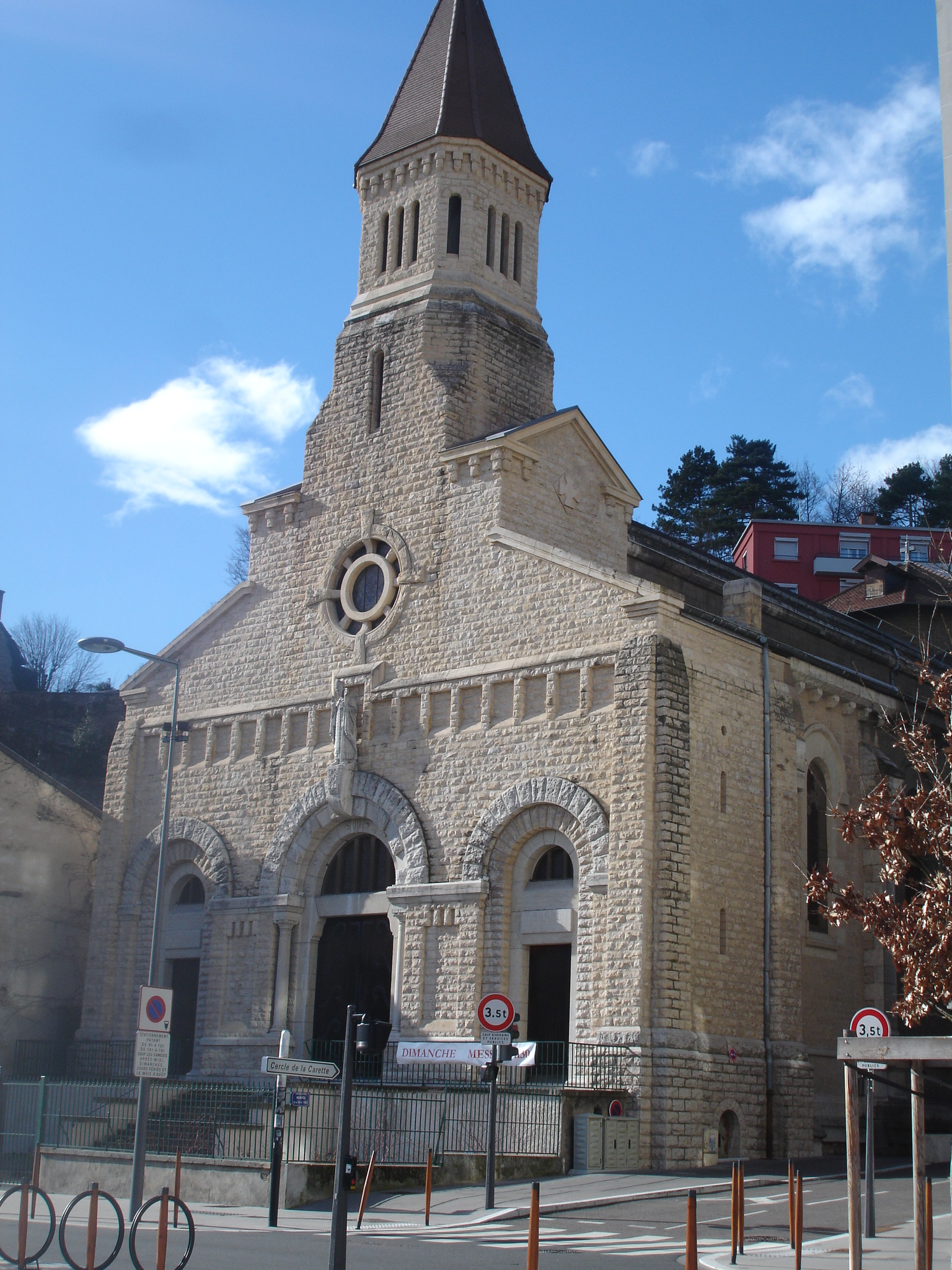
L'église de Saint-Clair.
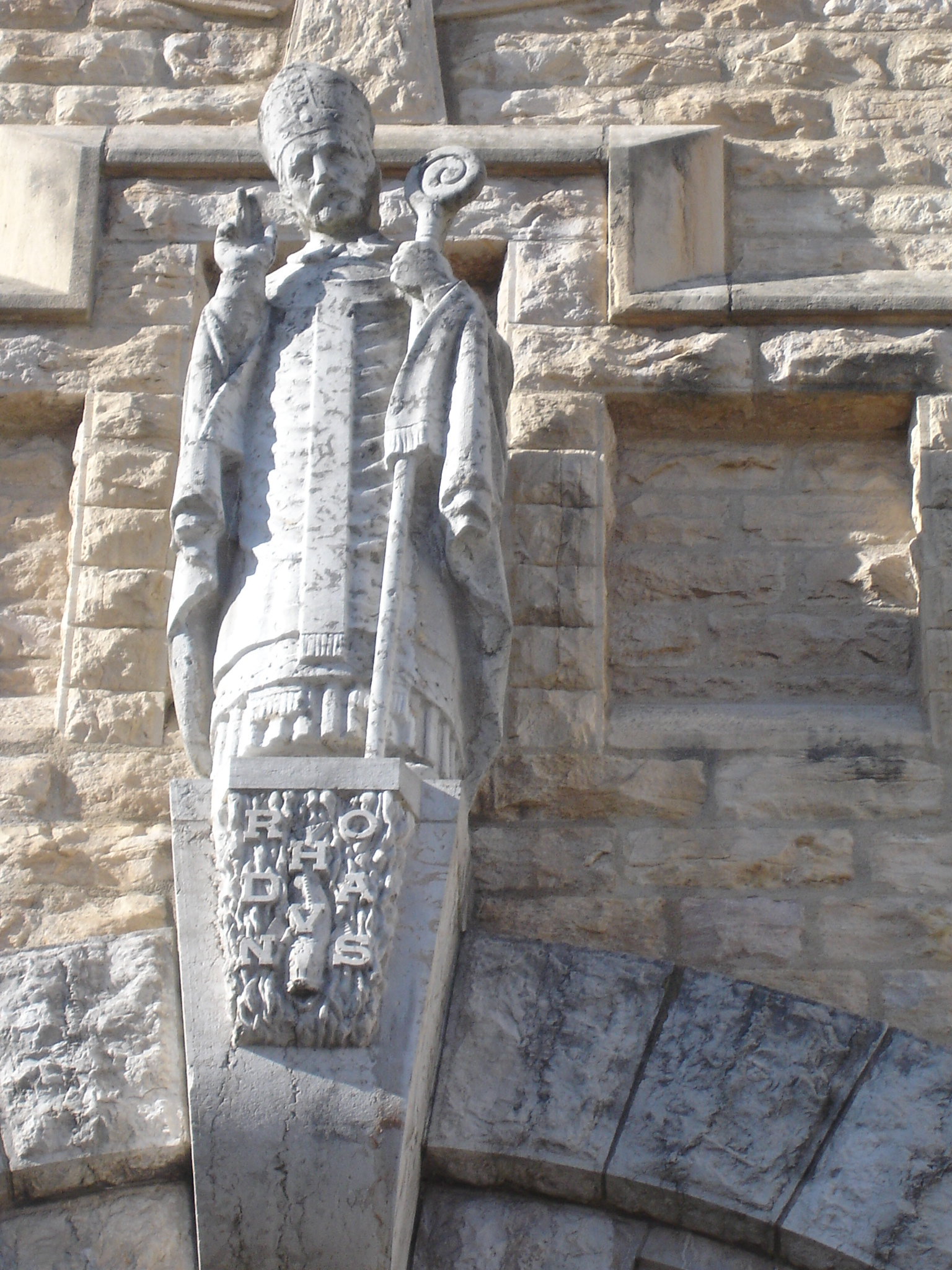
Statue de saint Clair sur le fronton de l'église.
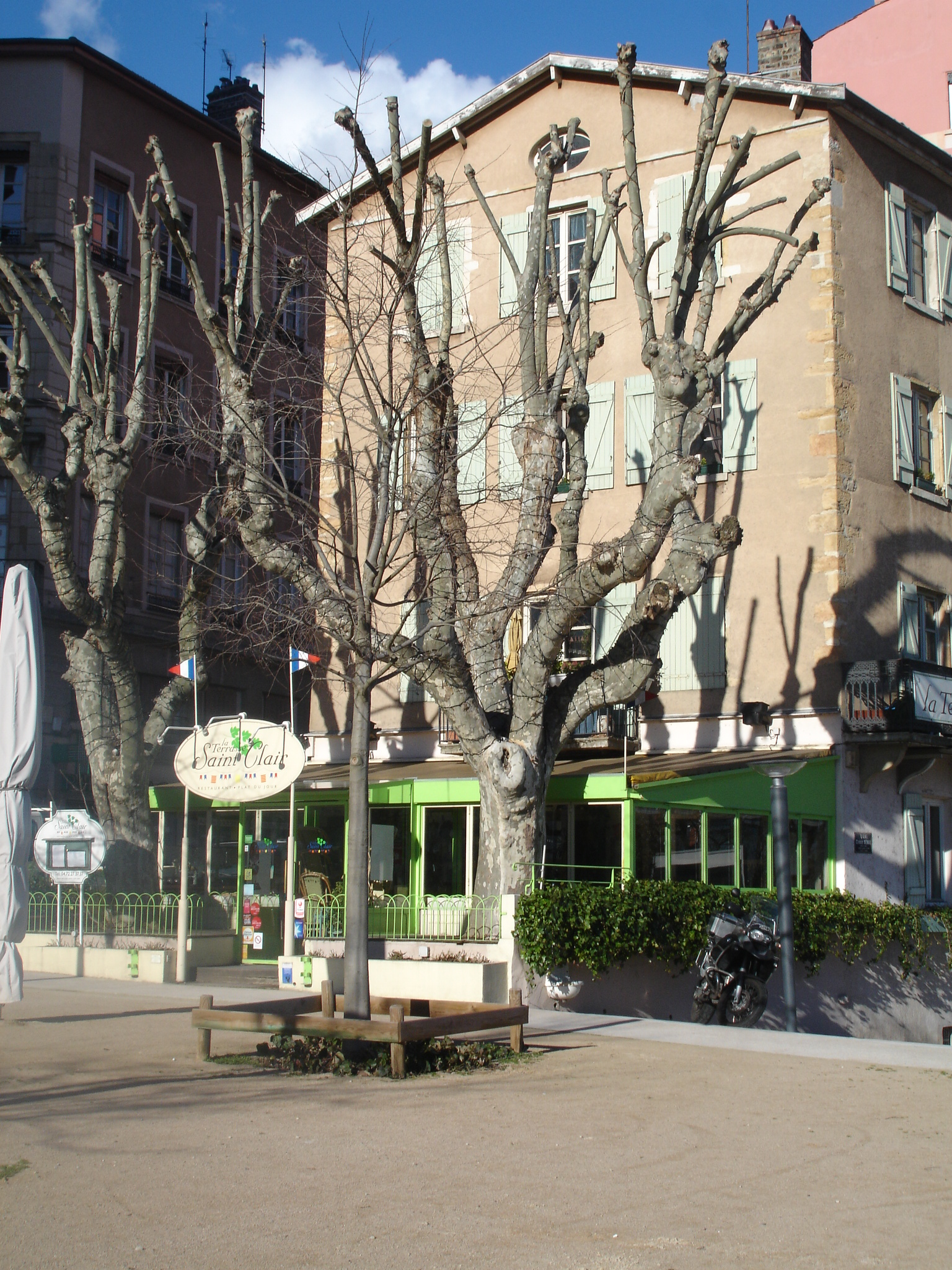
La place Bellevue.
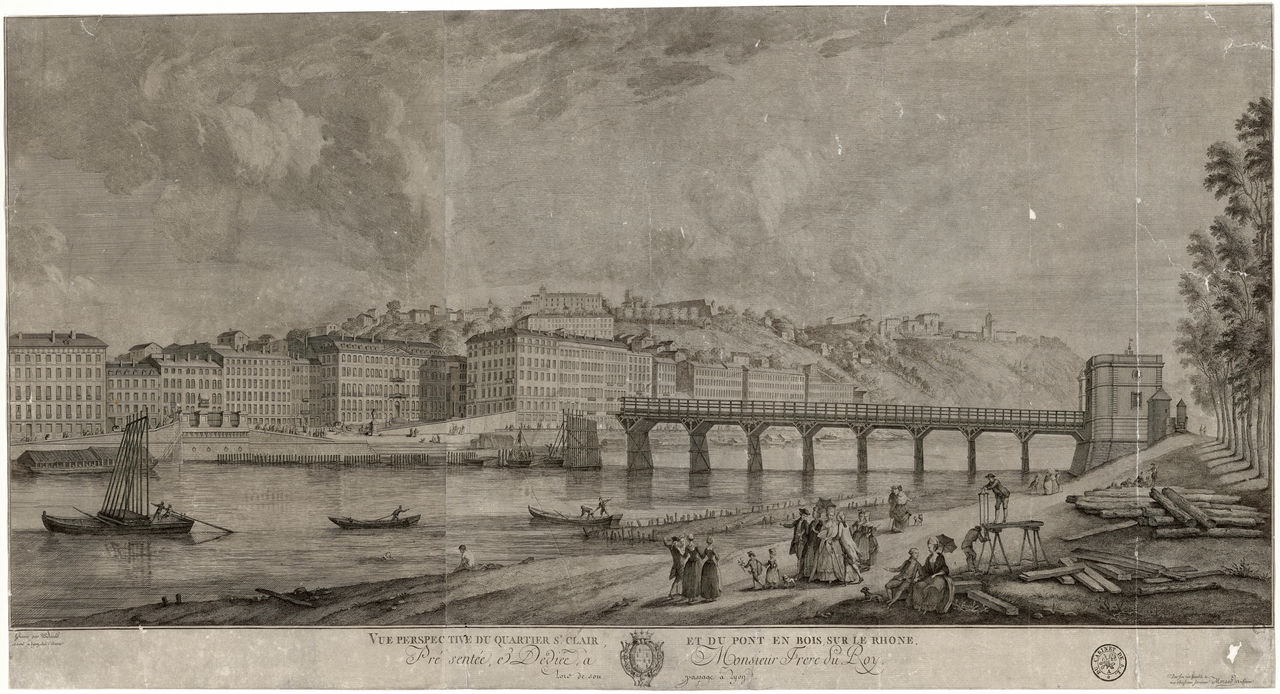
Vue perspective du quartier Saint-Clair de Lyon et du pont en bois sur le Rhône, vers 1800, estampe par Jean-Pierre-Xavier Bidauld, 1745-1813